# Stazione di Lenna
La stazione di Lenna (tra il 1927 e il 1956, stazione di San Martino de' Calvi Sud) fu una stazione ferroviaria della linea della Val Brembana a servizio dell'omonimo comune.

## Storia
L'impianto fu aperto al servizio pubblico il 31 luglio 1926 assieme al tronco che univa il precedente capolinea di San Giovanni Bianco a Piazza Brembana. Inizialmente fu servito da treni con trazione a vapore, ma dal 1º dicembre iniziarono a essere impiegati quelli a trazione elettrica.
La denominazione iniziale della stazione fu di "Lenna". Nel 1927, a seguito dell'assorbimento del comune in San Martino de' Calvi, assieme a Moio de' Calvi, Piazza Brembana e Valnegra, fu ribattezzata in "San Martino de' Calvi Sud". Nel 1956, dopo il ritorno alle autonomie comunali da parte dei quattro municipi, la stazione tornò ad avere la denominazione originaria.
Il servizio viaggiatori fu soppresso il 17 marzo 1966 insieme a quello dell'intera ferrovia.

## Strutture e impianti
Il fabbricato viaggiatori è un edificio simile a quello della stazione di Piazza Brembana in quanto furono costruiti in contemporanea. Si tratta di una costruzione in muratura, a pianta rettangolare, su due livelli fuori terra, con un'ala a un unico piano in direzione di San Giovanni Bianco. 
Lo scalo merci era composto da un binario tronco a servizio del piano caricatore e del magazzino. Quest'ultimo si trovava addossato al fabbricato viaggiatori; uno spiovente del tetto era a copertura del binario di servizio.
Il piazzale era composto da due binari in asse al fabbricato viaggiatori: quello di corretto tracciato e un altro di raddoppio. Un quarto binario, tronco, terminava a settentrione dello scalo merci.

## Movimento
La stazione era servita dai treni omnibus e accelerati Bergamo-Piazza Brembana.
Lo scalo era punto di carico di legname, di piastrelle e di laterizi; quest'ultimi erano prodotti della ditta «Giuseppe Oberti», attiva a Lenno fra il 1876 e il 1964.